# سعدي عياش عريم
سعدي عياش محمود عريم العاني هو سياسي عراقي، ولد في محافظة الأنبار سنة 1933 وتوفي سنة 1985.
عمل معلما في مدينة الديوانية ومحافظة الأنبار وغيرهما.
شغل منصب محافظ نينوى مرتين، الأولى بصفة متصرف (التسمية القديمة، وهو آخر من حمل صفة متصرف للموصل) للفترة من 17 أيلول 1969 إلى 3 أيلول 1970، ثم محافظا مرة ثانية في 12 كانون الثاني 1973 إلى 21 أيار 1974. كما شغل منصب محافظ البصرة مرتين، الأولى فترة 1970-1971 والثانية سنة 1982. ما شغل منصب محافظ ذي قار سنة للفترة من 1 تموز 1975 إلى 7 تموز 1978. كما شغل منصب محافظ الأنبار والمثنى وميسان في فترات أخرى، ووكيل وزارة الداخلية.
كما شغل منصب مستشار في مكتب المنظمات الشعبية التابع لمجلس قيادة الثورة، ثم مستشارا في رئاسة الجمهورية سنة 1979.
شغل منصب وزير الحكم المحلي خلفا لعبد الفتاح الياسين في 27 تموز 1982.
توفي بحادث سير في محافظة بغداد سنة 1985